# Kondensatormotor
Der Kondensatormotor ist ein Wechselstrommotor, welcher mit einphasigem Wechselstrom gespeist wird und zu der Gruppe der Asynchronmotoren und Induktionsmotoren zählt. Wie andere Asynchronmotoren besitzt er einen Kurzschlussläufer, üblicherweise in Form eines Käfigläufers ausgeführt, in dem durch ein vom Stator erzeugtes Drehfeld ein Drehmoment erzeugt wird. Das Drehfeld wird durch einen zusätzlichen, namensgebenden und für die Funktion wesentlichen Kondensator erzeugt.

## Prinzip

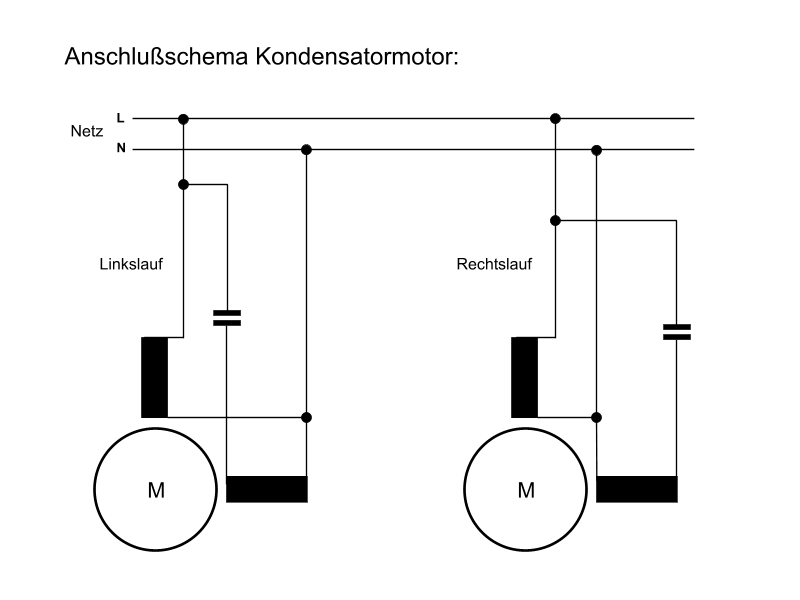
Anschlussschema von einphasigen Kondensatormotoren

Kondensatormotoren sind aus Kostengründen bei kleineren Leistungen für Zweiphasenwechselstrom ausgelegt, besitzen also im Stator zwei Wicklungen, die zueinander um 90° gedreht angeordnet sind, wie in nebenstehender Schaltskizze dargestellt. Es gibt aber auch Typen mit mehreren Wicklungen, die ab einer gewissen Anzahl kreisförmig im Statorpaket angeordnet sind. Bei größeren Leistungen werden Asynchronmotoren für Dreiphasenwechselstrom verwendet. Die drei Wicklungen im Stator sind dann um 120° gedreht angeordnet und die zugrundeliegenden, verschiedenartig realisierten Schaltungen zum einphasigen Betrieb werden als Steinmetzschaltungen bezeichnet.
In allen Fällen dient der Kondensator dazu, die für das Drehfeld nötige Phasenverschiebung in Form der sogenannten Hilfsphase zu erzeugen. Im einfachsten Fall bei einem Zweiphasenmotor wird eine der beiden Statorwicklungen direkt aus dem Wechselstromnetz versorgt, während zur Versorgung der dazu um 90° angeordneten zweiten Wicklung ein Kondensator in Reihe geschaltet wird. Der Blindstrom durch den Kondensator bewirkt eine Phasenverschiebung an der zweiten Wicklung und bildet die Hilfsphase. Dabei gibt es verschiedene Schaltungsvarianten: Anstelle des Kondensators kann auch eine zusätzliche Drossel zur Erzeugung der Hilfsphase verwendet werden, die die Drehrichtung im Vergleich zur Kondensatorbeschaltung umkehrt, was damit ohne Wicklungsumschaltung möglich ist.
Das auf diese Weise erzeugte Drehfeld ist zwar ausreichend, um den Läufer zu bewegen, es ist allerdings auch belastungsabhängig und führt zu einem geringen Anlaufmoment. Das Anlaufmoment kann erhöht werden, wenn man kurzzeitig einen weiteren, etwa 2- bis 3-mal so großen sogenannten Anlaufkondensator während der Dauer des Anlaufes parallel zum bereits vorhandenen schaltet. Dabei ist der höhere Anlaufstrombedarf zu beachten, der ein Mehrfaches des Betriebsstromes bei Nenndrehzahl betragen kann.
Da ein Asynchronmotor auch mit einer Phase, also ganz ohne Kondensator laufen kann, sofern die Mitnahmedrehzahl durch zu großes Drehmoment nicht unterschritten wird, kann auch auf einen Betriebskondensator verzichtet werden. Die Anlaufwicklung ist dann oft lediglich für Kurzbetrieb geeignet.
Die Dimensionierung des Kondensators ist für einen einzigen Belastungsfall von Drehzahl und Drehmoment optimiert. Bei optimaler Kondensatorauslegung sind etwa 65 % der mechanischen Leistung im Vergleich zu einem etwa gleich großen dreiphasigen Asynchronmotor erreichbar. Für den Phasenschieber- bzw. Anlaufkondensator werden aus Sicherheitsgründen selbstheilende MKP-Kondensatoren verwendet, mit typischen Kapazitätswerten von ca. 20 – 25 µF pro kW Motorleistung. Bei Schweranlauf mittels zugeschaltetem Anlaufkondensator kann der Kapazitätswert bis zu ca. 60 – 100 µF pro kW Motorleistung betragen. Die Kondensatoren müssen in der Regel eine höhere Spannung als die Netzspannung aushalten.

## Bauarten

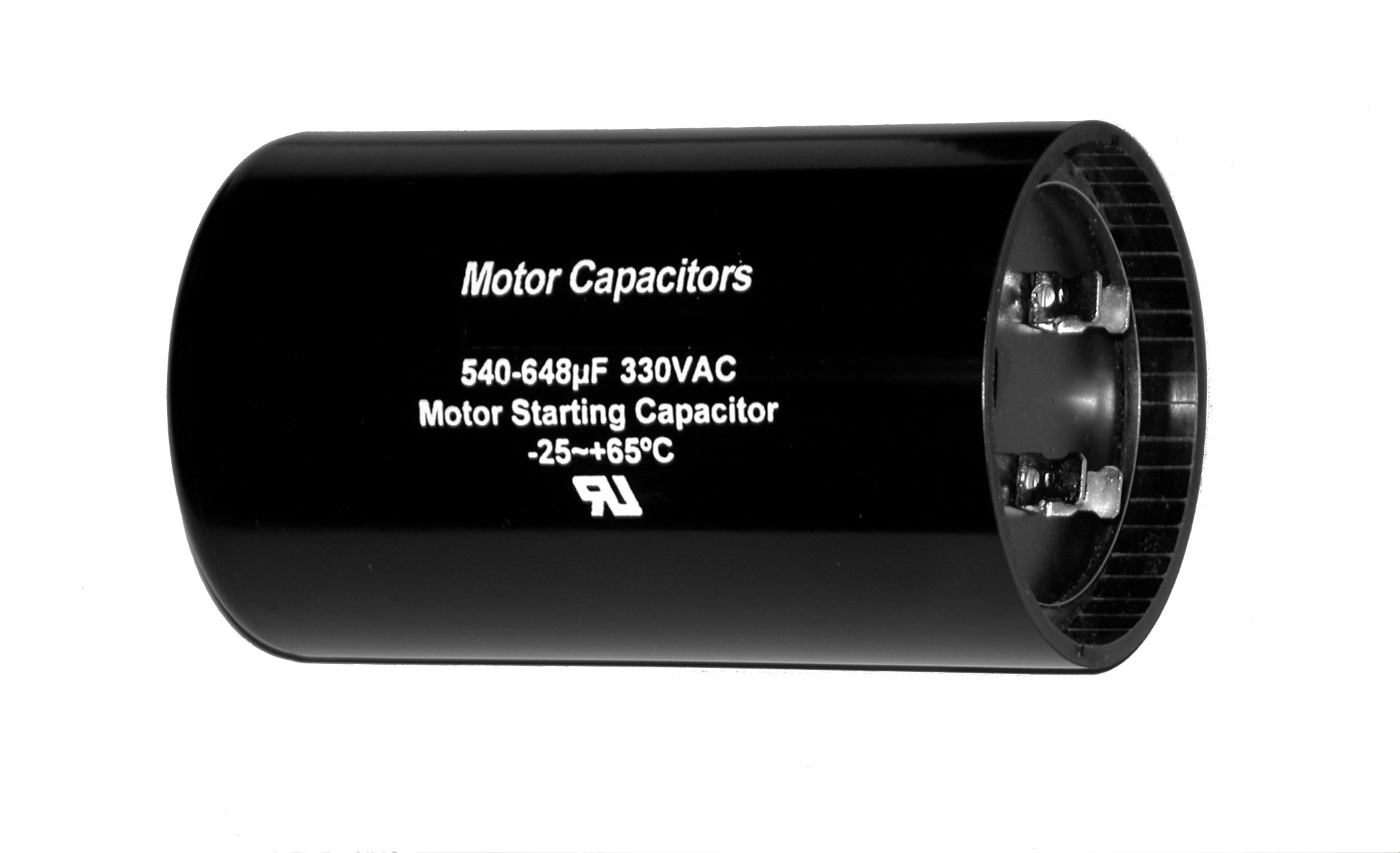
Motorkondensator

Kondensatormotoren sind vor allem kostenoptimiert für bestimmte, festgelegte Anwendung ausgelegt und daher sind Haupt- und Hilfswicklungen sowie der Hilfskondensator untereinander nur für eine Drehrichtung optimiert und im Regelfall nicht austauschbar. So weist die Haupt- und Hilfswicklung einen unterschiedlichen Aufbau auf.
Für allgemeine Anwendungen können teurere Kondensatormotoren auch zwei gleichartige Wicklungen aufweisen. Sie sind dann zur Drehrichtungsumkehr mittels eines einpoligen Umschalters geeignet. Dieser Umschalter muss allerdings eine gewisse Verzögerung zwischen den beiden Schaltstellungen haben, um bei Umschaltung der Drehrichtung einen Störlichtbogen zu vermeiden.

## Einsatzgebiete

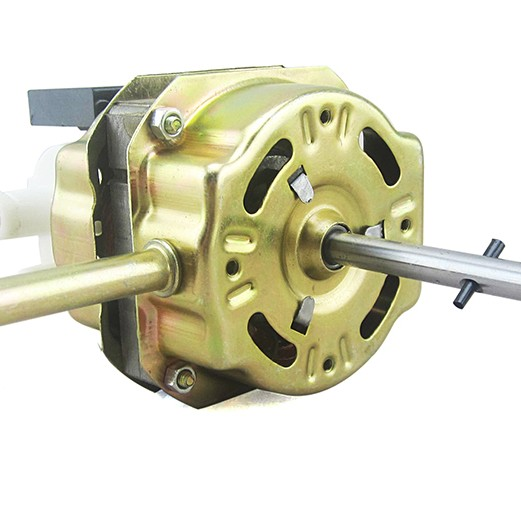
Kleiner Kondensatormotor, 230V 50W - 16-polig für schwenkbaren Zimmer-Ventilator, Drehzahl 3-stufig schaltbar

Die Vor- und Nachteile des Kondensatormotors bestimmen seine Einsatzgebiete: Seine gegenüber Drehstrommotoren höhere Masse, das geringere Anlaufmoment sowie der zusätzlich erforderliche Kondensator verhindern den breiteren Einsatz. Hauptvorteil ist die Möglichkeit, ihn bei gutem Wirkungsgrad mit einphasiger Wechselspannung betreiben zu können. Er ist auf einfache Weise umsteuerbar beziehungsweise ist seine Drehrichtung nicht von der Phasenfolge des Drehstromes abhängig, weshalb eine falsche Drehrichtung aufgrund falscher Phasenfolge vermieden wird. Für Drehzahländerungen müssen Wicklungen umgeschaltet werden. Seine für Asynchronmotoren typische Laufruhe, Wartungsfreiheit, hohe Lebensdauer sowie der gegenüber dem ebenfalls für Einphasenbetrieb verwendeten Spaltpolmotor höhere Wirkungsgrad haben ihm ein breites Anwendungsfeld als Antrieb z. B. für größere Kältemaschinen, als Rohrmotor für Rollladen- und Markisenantriebe, für Rasenmäher, Schleifböcke, kleine Werkzeugmaschinen, leistungsfähige Zimmer-Ventilatoren und für Umwälzpumpen in Heizungsanlagen verschafft. Höherwertige Exemplare verfügen über Sinterlagerbuchsen oder Kugellagerung der Motorachse statt gehärtetem Stahl.
Durch die zunehmende Verfügbarkeit kostengünstiger elektronischer Frequenzumrichter werden Kondensatormotoren, insbesondere im oberen Leistungsbereich, zunehmend durch dreiphasige Drehstrommotoren ersetzt. Frequenzumrichter können aus einphasigem Wechselstrom oder auch Gleichstrom die für den Drehstrommotor notwendigen drei Phasen mit variabler Frequenz und Amplitude erzeugen.